# C19H21N3
化学式C19H21N3（摩尔质量：291.398 g/mol）可以指：
- 哌拉平（英语：Perlapine），CAS号：1977-11-3
- 1,3-二苄基-5-氰六氢化嘧啶，CAS号：86236-77-3

|  | 这个同类索引页列出了具有相同分子式的化学物（即同分異構體）条目。 除非您是有意链接至本页，否则应将相应条目的内部链接指向正确的条目。 |